# Richtlinie (EU) 2019/770 (Digitale-Inhalte-Richtlinie)
Durch die Digitale-Inhalte-Richtlinie (nichtamtliche Abk.: DIRL oder auch DIDLRL; Richtlinie (EU) 2019/770, englisch digital content and digital services Directive) wird ein Rechtsrahmen für Verträge über digitale Inhalte und Dienstleistungen geschaffen, der einheitlich in allen Unionsmitgliedstaaten umgesetzt werden musste und dazu führen soll, dass die Verbraucherrechte in der Europäischen Union weiter gestärkt werden (Artikel 1 DIRL).

## Geschichte
Die Richtlinie über bestimmte vertragsrechtliche Aspekte der Bereitstellung digitaler Inhalte und digitaler Dienstleistungen (DIRL) sowie das Pendant dazu, die Richtlinie über bestimmte vertragsrechtliche Aspekte des Warenkaufs (WKRL) dienen beide der Stärkung der Verbraucherrechte und haben ihren Ursprung in der Verbrauchsgüterkauf-Richtlinie 1999/44/EG. Nach Erlass der Verbrauchsgüterkaufrichtlinie wurden weitere Schritte zur Harmonisierung des nationalen Rechts der Unionsmitgliedstaaten als erforderlich erachtet und mehrere Vorschläge dazu unterbreitet. Darunter befanden sich:
- der Aktionsplan 2003 zu einem kohärenten europäischen Vertragsrecht,
- der Entwurf eines Gemeinsamen Referenzrahmens (2008),
- das Grünbuch Option für die Einführung eines Europäischen Vertragsrechts für Verbraucher und Unternehmer (2010),
- der Vorschlag für ein Gemeinsames Europäisches Kaufrecht (2011, wurde 2014 zurückgezogen),
- zwei Richtlinienvorschläge zum Digitalen Binnenmarkt (2015), die bereits für die späteren Richtlinien DIRL und WKRL Vorarbeiten leisteten.

Schlussendlich konnten 2019 die DIRL und die WKRL 20 Jahre nach Erlass der Verbrauchsgüterkaufrichtlinie verabschiedet werden.

## Ziele und Zweck der Richtlinie
Die DIRL soll die Strategie für einen digitalen Binnenmarkt für Europa unterstützen, welche ganzheitlich auf die Beseitigung der größten Hindernisse für die Entwicklung des grenzüberschreitenden elektronischen Handels in der Union abzielt, um dieses Potenzial freizusetzen. Dadurch sollen Verbraucher einen besseren Zugang zu digitalen Inhalten und digitalen Dienstleistungen erhalten und Unternehmen digitale Inhalte und digitale Dienstleistungen leichter bereitstellen können und damit die digitale Wirtschaft der EU und das Wachstum insgesamt unterstützt werden.
Mit der DIRL soll somit ein ausgewogenes Verhältnis zwischen dem Erreichen eines hohen Verbraucherschutzniveaus und der Förderung der Wettbewerbsfähigkeit von Unternehmen bei gleichzeitiger Wahrung des Subsidiaritätsprinzips gesorgt werden.
Um die Ziele und den Zweck der DIRL nicht zu gefährden, dürfen die Unionsmitgliedstaaten im Anwendungsbereich dieser Richtlinie keine weiteren formalen oder materiellen Anforderungen vorschreiben.

## Anwendungsbereich der Richtlinie
Die DIRL ist wie die WKRL ausschließlich auf Verbrauchergeschäfte anzuwenden (Artikel 3 DIRL bzw. Artikel 3 WKRL). Beide Richtlinien sind (auch) auf Waren, somit bewegliche körperliche Sachen jedweder Art, anzuwenden, wobei lebende Tiere vom Anwendungsbereich der WKRL ausgenommen werden können, jedoch gilt die DIRL eingeschränkt nur für digitale Inhalte oder Dienstleistungen (auch individuell für den Verbraucher angefertigte gemäß Artikel 3 Abs. 2 DIRL). Zentrales Unterscheidungsmerkmal zwischen dem Anwendungsbereich der DIRL und der WKRL ist, dass der Inhalt des Vertrages bei Anwendung der DIRL „digital“ sein muss (die Ware oder die Dienstleistung). Beispiele für Vertragsinhalte, die der DIRL unterliegen:
- Datenbanken, Cloud-Services (z. B. Filehosting), Plattformangebote, Social Media
- Webanwendungen wie z. B. Office 365, E-Books
- Mediendownloads
- digitale Fernsehdienste,[11]
- nummernunabhängige interpersonelle Kommunikationsdienste,[12]
- körperliche Datenträger, die ausschließlich als Träger digitaler Inhalte dienen,[13]
- Bereitstellung elektronischer Dateien im Rahmen des 3D-Drucks von Waren, soweit solche Dateien unter die Begriffsbestimmung für digitale Inhalte oder digitale Dienstleistungen im Sinne der DIRL fallen[14]

Beispiele: Die DIRL ist anzuwenden, wenn ein Verbraucher ein Konto in sozialen Medien eröffnet und dem Unternehmer Namen und E-Mail-Adresse bereitstellt, die nicht ausschließlich zur Bereitstellung der digitalen Inhalte oder digitalen Dienstleistungen oder zur Erfüllung rechtlicher Anforderungen verwendet werden. Ebenso ist die DIRL anzuwenden, wenn der Verbraucher seine Einwilligung erteilt, dass Material, das als personenbezogene Daten zu betrachten ist, wie z. B. Fotos oder Textbeiträge, die der Verbraucher ins Internet hochlädt, von einem Unternehmer zu Marketingzwecken verarbeitet werden darf.
Hingegen unterliegen Waren mit integrierten digitalen Inhalten, z. B. Software auf einer CD oder USB-Stick, Musik-CDs etc. grundsätzlich der WKRL. Ist die elektronische Übermittlung nur Zweck, z. B. bei einem Gutachten, das von einem Sachverständigen an den Auftraggeber per E-Mail versendet wird, so ist die DIRL nicht anzuwenden. Ebenso nicht bei Online-Glücksspielen oder bei Open-Source-Software (Artikel 3 Abs. 5 DIRL).
Die DIRL ist nicht anzuwenden, wenn der Hauptgegenstand eines Vertrags die Erbringung von freiberuflichen Dienstleistungen wie Übersetzungsleistungen, Dienstleistungen von Architekten, juristischen Dienstleistungen oder sonstigen Fachberatungsleistungen ist, die häufig vom Unternehmer persönlich erbracht werden, unabhängig davon, ob der Unternehmer digitale Mittel einsetzt, um das Ergebnis der Dienstleistung zu erzeugen oder es dem Verbraucher zu liefern oder zu übermitteln. Die DIRL ist ebenso nicht anzuwenden bei öffentlichen Dienstleistungen wie Dienstleistungen der sozialen Sicherheit oder öffentliche Register (…), bei denen die digitalen Mittel lediglich genutzt werden, um dem Verbraucher die Dienstleistung zu übermitteln oder mitzuteilen. Ebenso ist die DIRL nicht auf öffentliche Urkunden und andere notarielle Urkundenanzuwenden, und zwar unabhängig davon, ob sie durch digitale Mittel erstellt, aufgezeichnet, wiedergegeben oder übermittelt wurden. Ausgenommen sind auch Verträge über digitale Inhalte oder digitale Dienstleistungen, die eine Finanzdienstleistung darstellen. Im Gesundheitsbereich und Sozialrechtsbereich gelten weitere Einschränkungen.
Internetbasierte E-Mail-Dienste sollen davon abweichend der DIRL unterliegen, da aufgrund hoher Nutzerzahlen das Erfordernis eines wirksamen Verbraucherschutzes besteht (ErwGr. 28 DIRL). Dass mit derselben Argumentation nicht auch bei Finanzdienstleistungen, wie z. B. dem Online-Banking per App, dieser Bedarf bestehen soll, wird bisweilen kritisiert.
Nach Artikel 3 Abs. 7 DIRL werden die Regelungen der DIRL von anderen Unionsrechtsakts, die einen bestimmten Sektor oder Gegenstand regeln, verdrängt.

## Gegenleistung
Werden vom Unternehmer die Bekanntgabe personenbezogener (persönlicher) Daten verlangt, so gilt dies als Gegenleistung und die DIRL ist anzuwenden (Artikel 3 Abs. 1 DIRL). Dadurch werden vermeintliche Gratisangebote zum „entgeltlichen“ Leistungsaustausch und, sofern nichts anderes vereinbart ist, muss der Unternehmer die Leistung dem Verbraucher sofort bereitstellen (Artikel 5 DIRL). Ebenso gilt in Fällen solcher Gratisangebote, die personenbezogene Daten des Verbrauchers als Gegenleistung verlangen, das volle Gewährleistungsrecht. Der Unternehmer ist dabei zudem an die Einhaltung der Datenschutz-Grundverordnung gebunden.
Eine wesentliche Ausnahme besteht nur dann, wenn die personenbezogenen Daten nur deshalb dem Unternehmer zur Verfügung gestellt werden müssen, damit dieser seine eigenen rechtlichen Pflichten einhalten kann (Beispiel: Registrierung des Verbrauchers zu Sicherheits- und Identifizierungszwecken wegen auf den Unternehmer anwendbaren zwingender Gesetze).
Als Gegenleistung können auch digitale Werte bzw. virtuelle Währungen dienen, soweit diese nach nationalem Recht anerkannt sind.
Die Bereitstellung von Werbung durch den Unternehmer oder Dritte im Zusammenhang mit der Leistung von „kostenlosen“ digitalen Inhalten bzw. Dienstleistungen und Duldung durch den Verbraucher ist (derzeit) als eine Form der Gegenleistung von der DIRL noch nicht erfasst. Die Europäische Kommission wird diesbezüglich noch prüfen, ob eine Änderung oder Ergänzung erforderlich ist (Artikel 25 DIRL).

## Zusendung / Download
Digitale Inhalte bzw. Dienstleistungen gelten als zugesendet (zugegangen), wenn sie beim Verbraucher in dessen Sphäre angekommen sind. Sind noch weitere Handlungen des Unternehmers erforderlich, damit der Verbraucher die digitalen Inhalte oder Dienstleistungen vertragsgemäß nutzen kann, ist die Leistung noch nicht vollständig zugegangen und der Unternehmer haftet weiterhin für die Vertragserfüllung.
Bei Download-Angeboten genügt es jedoch, wenn der Unternehmer den Zugang zum Download vertragsgemäß ermöglicht (Artikel 5 Abs. 2 und 7 DIRL). Diese Zusendung, der Download von enthaltenen oder verbundenen digitalen Inhalten oder digitalen Dienstleistungen können auch von Dritten bereitgestellt werden.
Nur in der DIRL, nicht aber bei der WKRL, ist gefordert, dass der Verbraucher den Unternehmer bei Leistungsverzug zur Erfüllung seiner vertraglichen Verpflichtung auffordert (jedoch keine Fristsetzung erforderlich, Ausnahmen möglich). Erst dann, nach der Aufforderung zur Leistung und weiterem vertragswidriger Säumnis des Unternehmers, kann der Verbraucher nach Artikel 13 Abs. 1 DIRL vom Vertrag zurücktreten. Die Folgen der Nichtlieferung der Leistung (z. B. Verspätungsschaden, sonstiger Schadenersatz etc.) richten sich nach dem jeweiligen nationalen Recht.
Die Beweispflicht für ein vertragsgemäßes Handeln obliegt dem Unternehmer. Für Vertragswidrigkeiten haftet der Unternehmer in der Regel nicht weniger als zwei Jahre ab dem Zeitpunkt der Bereitstellung der Leistung (Artikel 11 Abs. 2 DIRL).

## Vertragsmäßigkeit von Leistungen
In der DIRL wird in Bezug auf die vertragsmäßige Erfüllung von vereinbarten Leistungen aus dem Kaufvertrag auf subjektive und objektive Anforderungen abgestellt, die grundsätzlich zum Zeitpunkt der Bereitstellung der Leistung vorliegen müssen, um ein Rechtsgeschäft im Sinne dieser Richtlinien ordnungsgemäß abzuwickeln.
Eine Verringerung der objektiven Anforderungen ist nur unter bestimmten, eng auszulegenden Voraussetzungen möglich, so z. B., wenn der Käufer einer solchen Verringerung der objektiven Anforderungen an eine Leistung ausdrücklich und gesondert zugestimmt hat. Eine wesentliche Neuerung der DIRL ist die Einführung einer Aktualisierungsverpflichtung (Updatepflicht), da diese Teil der objektiven Vertragsmäßigkeit ist.

## Gewährleistung
Die Gewährleistung richtet sich grundsätzlich nach nationalem Recht. Die DIRL gibt jedoch vor, dass je nach den technischen Merkmalen der digitalen Inhalte oder digitalen Dienstleistungen der Unternehmer entscheiden kann, wie er den vertragsgemäßen Zustand der digitalen Inhalte oder digitalen Dienstleistungen herstellt, beispielsweise indem er aktualisierte Versionen übermittelt oder dem Verbraucher eine neue Kopie der digitalen Inhalte oder digitalen Dienstleistungen bereitstellt. Verbraucher hingegen haben Anspruch auf unentgeltliche Herstellung des vertragsgemäßen Zustands der digitalen Inhalte oder digitalen Dienstleistungen, auf eine anteilsmäßige Preisminderung oder auf Beendigung des Vertrags innerhalb angemessener Frist, bei entgeltlichen Verträgen muss es sich auch um einen wesentlichen Mangel handeln.
Den Verbraucher trifft keine Zahlungsverpflichtung für einen Zeitraum der Nutzung des Programmes, wenn dieses einen relevanten Mangel aufweist. Auch dann nicht, wenn er einen Teil der digitalen Inhalte oder Dienstleistungen problemlos nutzen kann, andere jedoch nicht (Artikel 16 f DIRL). Der Unternehmer darf für den Verbraucher nutzbringende Änderungen an den digitalen Inhalten während des Leistungszeitraums vornehmen, wobei dies grundsätzlich für den Verbraucher kostenlos zu erfolgen hat (Artikel 19 DIRL).
Die Gewährleistungsfrist beträgt grundsätzlich mindestens zwei Jahre (Artikel 11 DIRL) nach der Bereitstellung bei einmalig geschuldeter Leistung. Bei fortlaufender Bereitstellung von Leistungen haftet der Unternehmer über die gesamte Dauer der Leistungserbringung. Ist diese Dauer kürzer als zwei Jahre, kann auch die Gewährleistungsfrist nicht über diese Dauer der Bereitstellung hinausgehen.
Die Gewährleistungsbehelfe sind primär Herstellung des Vertragsgemäßen Zustands (Verbraucher muss den Unternehmer vorab über einen Mangel informieren) und sekundär Preisminderung bzw. Wandlung, wenn mehr als eine geringfügige Vertragswidrigkeit vorliegt (Artikel 14 DIRL). Bei Preisminderung oder Wandlung (sekundäre Gewährleistungsbehelfe) muss der Verbraucher dem Unternehmer eine Erklärung hierzu zugehen lassen.
Den Unternehmer trifft keine Haftung, wenn die erforderlichen technischen Voraussetzungen für die Inanspruchnahme der Leistung beim Verbraucher nicht gegeben ist (z. B. ungeeigneter PC für eine bestimmte Software). Der Unternehmer ist auch berechtigt mit angemessenen Mitteln z. B. vor der Installation einer Software online festzustellen, ob die technischen Voraussetzungen beim Verbraucher überhaupt gegeben sind, um die digitalen Inhalte oder Dienstleistungen verwenden zu können. Es besteht insoweit eine Mitwirkungspflicht des Verbrauchers.

## Verjährungsfristen
Die Verjährungsfristen im Zusammenhang mit der DIRL werden weiterhin von den Unionsmitgliedstaaten nach nationalem Recht geregelt. Es muss aber von den Unionsmitgliedstaaten sichergestellt werden, dass solche Verjährungsfristen:
- die Verbraucher nicht daran hindern, ihre Rechte während des gesamten Zeitraums, in dem der Unternehmer für eine Vertragswidrigkeit haftet, wahrzunehmen, und
- dass solche Fristen es Verbrauchern ermöglichen, ihre Abhilfen für eine Vertragswidrigkeit auszuüben, die zumindest während des Zeitraums offenbar wird, in dem der Unternehmer für eine Vertragswidrigkeit haftet.

## Einschränkung der Richtlinie
Die DIRL lässt den Unionsmitgliedstaaten Freiräume für die Regelung bestimmter Aspekte, die mit dem Regelungsinhalt der DIRL zusammenhängen können. So regeln die nationalen Vorschriften weiterhin in jedem Unionsmitgliedstaat unterschiedlich (Beispiele):
- das Zustandekommen, die Gültigkeit, die Nichtigkeit oder die Wirkungen von Verträgen,
- die Rechtmäßigkeit des digitalen Inhalts oder der digitalen Dienstleistung,
- die Rechtsnatur von Verträgen über die Bereitstellung digitaler Inhalte oder digitaler Dienstleistungen,
- die Einteilung, ob solche Verträge beispielsweise einen Kauf-, Dienstleistungs- oder Mietvertrag oder einen Vertrag sui generis darstellen,
- die Folgen einer nicht erfolgten Bereitstellung oder einer Vertragswidrigkeit der digitalen Inhalte oder digitalen Dienstleistung,
- die Rechte von Parteien auf Zurückhaltung der Erfüllung ihrer Verpflichtungen oder von Teilen davon, bis die andere Partei ihre Verpflichtungen erfüllt,
- die Rechte eines Verbrauchers im Falle einer Vertragswidrigkeit die Zahlung des Preises oder eines Teils davon zurückzuhalten, bis der Unternehmer den vertragsgemäßen Zustand der digitalen Inhalte oder digitalen Dienstleistungen hergestellt hat,
- die Rechte des Unternehmers, eine dem Verbraucher bei Beendigung des Vertrags zustehende Erstattung zurückzuhalten, bis der Verbraucher seiner in dieser Richtlinie vorgesehenen Verpflichtung, den körperlichen Datenträger an den Anbieter zurückzugeben, nachgekommen ist.

Die Unionsmitgliedstaaten steht es auch frei, die Anwendung der Vorschriften der DIRL auf Verträge auszudehnen, die vom Anwendungsbereich dieser Richtlinie ausgenommen sind, oder derartige Verträge auf andere Weise zu regeln.

## Abgrenzung der DIRL und WKRL
Die DIRL und die WKRL ergänzen einander. Die DIRL gilt für daher in Abgrenzung zur WKRL auch für:
- digitale Inhalte, die auf körperlichen Datenträgern wie DVDs, CDs, USB-Sticks und Speicherkarten bereitgestellt werden, sowie
- für den körperlichen Datenträger selbst (…),sofern die körperlichen Datenträger ausschließlich als Träger der digitalen Inhalte dienen. Ergänzend zu den Bestimmungen der DIRL gelten Bestimmungen der Verbraucherrechte-Richtlinie[39] für diese körperlichen Datenträger und die auf ihnen bereitgestellten digitalen Inhalte.
- Bestehen Zweifel, ob die Bereitstellung von digitalen Inhalten oder digitalen Dienstleistungen Teil des Kaufvertrags ist, sollte die Richtlinie (EU) 2019/771 gelten, um Unsicherheit sowohl bei den Händlern als auch bei den Verbrauchern zu vermeiden.[40]

## Geltungsbereich der Richtlinie

### Räumlicher Geltungsbereich
Der Geltungsbereich der Richtlinie (EU) 2019/770 bestimmten vertragsrechtlichen Aspekten der Bereitstellung digitaler Inhalte und digitaler Dienstleistungen erstreckt sich auf die Unionsmitgliedstaaten und die anderen Mitgliedstaaten des EWR.

### Zeitlicher Geltungsbereich
Die DIRL gilt ab Inkrafttreten der nationalen Umsetzungsmaßnahmen (spätestens ab 1. Januar 2022). Für zu diesem Zeitpunkt der nationalen Umsetzung noch laufende, bereits zuvor abgeschlossene Verträge (mit unbefristeter oder befristeter Laufzeit) gilt die DIRL für alle Leistungen, die ab dem Inkrafttreten der nationalen Umsetzungsmaßnahmen bezogen wurden.

## Rechtsschutz

### Verschlechterungsverbot
Gemäß Artikel 4 DIRL dürfen die Unionsmitgliedstaaten grundsätzlich im nationalen Recht keine von den Bestimmungen dieser Richtlinie abweichenden Vorschriften aufrechterhalten oder wieder einführen. Dies gilt ausdrücklich auch für strengere oder weniger strenge Vorschriften zur Gewährleistung eines anderen Verbraucherschutzniveaus.

### Angemessene und wirksame Sanktionen
Die Unionsmitgliedstaaten müssen dafür sorgen, dass angemessene und wirksame Mittel vorhanden sind, mit denen die Einhaltung dieser Richtlinie sichergestellt wird (Artikel 21 DIRL).

### Verbandsklagerecht
Die DIRL räumt Personen oder Organisationen, die nach nationalem Recht ein berechtigtes Interesse daran haben, die vertraglichen Rechte und die Datenschutzrechte der Verbraucher zu schützen (z. B. Verbraucherverbänden oder ähnlichen), das Recht ein, sich an ein Gericht oder eine Verwaltungsbehörde, die über Beschwerden entscheiden oder geeignete gerichtliche Schritte einleiten kann, zu wenden, um sicherzustellen, dass die nationalen Bestimmungen zur Umsetzung der vorliegenden Richtlinie angewendet werden.

## Rechtsgrundlage
Der Erlass der Richtlinie (EU) 2019/770 wurde insbesondere auf Artikel 114 AEUV gestützt (Maßnahmen zur Angleichung von Rechts- und Verwaltungsvorschriften der Unionsmitgliedstaaten, welche die Errichtung und das Funktionieren des Binnenmarktes zum Gegenstand haben).
Die Richtlinie wurde vom Rat und dem Europäischen Parlament im Rahmen des ordentlichen Gesetzgebungsverfahrens erlassen.

## Aufbau der Richtlinie (EU) 2019/770
Die Richtlinie (EU) 2019/770 hat folgenden Aufbau:
- Artikel 1 (Gegenstand und Zweck)
- Artikel 2 (Begriffsbestimmungen)
- Artikel 3 (Anwendungsbereich)
- Artikel 4 (Grad der Harmonisierung)
- Artikel 5 (Bereitstellung der digitalen Inhalte oder digitaler Dienstleistungen)
- Artikel 6 (Vertragsmäßigkeit der digitalen Inhalte oder digitalen Dienstleistungen)
- Artikel 7 (Subjektive Anforderungen an die Vertragsmäßigkeit)
- Artikel 8 (Objektive Anforderungen an die Vertragsmäßigkeit)
- Artikel 9 (Unsachgemäße Integration der digitalen Inhalte oder digitalen Dienstleistungen)
- Artikel 10 (Rechte Dritter)
- Artikel 11 (Haftung des Unternehmers)
- Artikel 12 (Beweislast)
- Artikel 13 (Abhilfe bei nicht erfolgter Bereitstellung)
- Artikel 14 (Abhilfen bei Vertragswidrigkeit)
- Artikel 15 (Ausübung des Rechts auf Beendigung des Vertrags)
- Artikel 16 (Pflichten des Unternehmers im Fall der Beendigung des Vertrags)
- Artikel 17 (Pflichten des Verbrauchers im Fall der Beendigung des Vertrags)
- Artikel 18 (Fristen und Zahlungsmittel für die Erstattung durch den Unternehmer)
- Artikel 19 (Änderung der digitalen Inhalte oder digitalen Dienstleistungen)
- Artikel 20 (Rückgriffsansprüche)
- Artikel 21 (Rechtsdurchsetzung)
- Artikel 22 (Zwingender Charakter)
- Artikel 23 (Änderungen der Verordnung (EU) 2017/2394 und der Richtlinie 2009/22/EG)
- Artikel 24 (Umsetzung)
- Artikel 25 (Überprüfung)
- Artikel 26 (Inkrafttreten)
- Artikel 27 (Adressaten)

## Umsetzung der Richtlinie
Die Richtlinie ist gemäß Artikel 19 der Richtlinie (EU) 2019/770 bis zum 1. Juli 2021 von den Unionsmitgliedstaaten in nationales Recht umzusetzen.
Für Deutschland hat das zuständige Bundesministerium der Justiz und für Verbraucherschutz am 3. November 2020 den  Referentenentwurf zur Umsetzung vorgelegt. Nachdem mehrere Verbände und andere Organisationen Gelegenheit zur Stellungnahme hatten, wurde am 13. Januar 2021 der Gesetzentwurf der Bundesregierung veröffentlicht. Das Gesetz zur Umsetzung der Richtlinie über bestimmte vertragsrechtliche Aspekte der Bereitstellung digitaler Inhalte und digitaler Dienstleistungen vom 25. Juni 2021 wurde am 30. Juni 2021 im Bundesgesetzblatt veröffentlicht (BGBl. I 2021 S. 2123) und trat am 1. Januar 2022 in Kraft.

## Trivia
Die Richtlinie ist geprägt durch sehr umfangreiche Erwägungsgründe (87), die im Gesamten im Text der Richtlinie rund 70 % beanspruchen (inkl. der Fußnoten). Der von den Unionsmitgliedstaaten umzusetzende Richtlinientext selbst weist daher nur etwa 30 % des Gesamtumfanges der Richtlinie auf. Im umzusetzenden Richtlinientext selbst wiederum ist Artikel 3 über den Anwendungsbereich am umfangreichsten (15 % des Richtlinientextes).